# Nirtenia propodealis
Nirtenia propodealis (лат.) — вид одиночных ос (Eumeninae), единственный в составе рода Nirtenia Giordani Soika, 1989.

## Описание
От близких родов ос отличается следующими признаками: верх проподеума удлиненный, находится на одном уровне с метанотумом. Аксиллярная ямка округлая; престигма короче медианной длины птеростигмы. Метанотум без полупрозрачного, пластинчатого латерального киля; мезонотум пунктированный; тергит I без придатков; метанотум без бугорков; мезонотум без продольных килей. Задняя граница тергита I непрозрачная. Метанотум без боковых зубцов. Тегулы сужаются кзади, достигая заднего конца паратегул. Пронотум шире длины в дорсальном виде; тергит I длиннее ширины в дорсальном виде; задний конец тергита II с неглубокой впадиной. Тергит I более чем в 0,5 раза шире тергита II в дорсальном виде. Средние голени с одной шпорой. Переднее крыло с первой и второй возвратными жилками, исходящими в субмаргинальной ячейке II.

## Распространение
Встречается в Афротропике (Республика Конго).